# 冠军精神
〈冠军精神〉是2024年夏季奥林匹克运动会马来西亚代表团的主题曲。歌曲由法伊扎·塔希尔演唱，歌词讲述着马来西亚运动员的梦想与奋斗精神，激励他们在赛场上全力以赴，不轻易放弃。

## 背景与发行
2024年7月19日，马来西亚奥林匹克理事会在官方社交媒体上发布马来西亚代表团的主题曲，以便能够起到鼓舞马来西亚运动员在10项体育项目中勇敢拼搏，朝着梦想前进。